# Wilhelm Hentze (Theologe)
Wilhelm Hentze (* 1938 in Gütersloh) ist ein deutscher römisch-katholischer Theologe. Er war von 1997 bis 2013 Dompropst am Paderborner Dom.

## Leben
Nach seinem Abitur studierte er 1958 Philosophie und Theologie in Paderborn und Rom. 1964 wurde er, während des Zweiten Vatikanischen Konzils, in Rom zum Priester geweiht. Von 1965 bis 1968 war er in verschiedenen Gemeinden des Erzbistums Paderborn als Seelsorger tätig, dann setzte er zunächst sein Studium in Rom fort und wirkte anschließend zwei Jahre in Siegen. 1974 promovierte er in Rom mit der Arbeit Kirche und kirchliche Einheit bei Desiderius Erasmus von Rotterdam. Erzbischof Johannes Joachim Degenhardt ernannte ihn im gleichen Jahr zu seinem Kaplan und Geheimsekretär.
Von 1979 bis 1985 leitete er die Fachstelle Ökumene im Erzbischöflichen Generalvikariat und wurde 1981 zugleich Direktor am Johann-Adam-Möhler-Institut für Ökumenik in Paderborn. Von 1983 bis 2013 war er Offizial des Paderborner Erzbistums. 1996 zum Domkapitular ernannt, war er von 1997 bis 2013 Dompropst.

## Ehrungen
- Päpstlicher Ehrenprälat (1983)
- Apostolischer Protonotar (1993)
- Wirklicher Geistlicher Rat (2002)

## Werke
- Kirche und kirchliche Einheit bei Desiderius Erasmus von Rotterdam. Bonifacius, Paderborn 1974, ISBN 3-87088-101-1 (Dissertation).
- (Hrsg.) De Karolo rege et Leone papa. Der Bericht über die Zusammenkunft Karls des Grossen mit Papst Leo III. in Paderborn 799 in einem Epos für Karl den Kaiser (= Studien und Quellen zur westfälischen Geschichte. Band 36). Bonifatius, Paderborn 1999, ISBN 978-3-89710-064-0.